# University of Ulster
University of Ulster (irl. Ollscoil Uladh) – brytyjska uczelnia publiczna zlokalizowana w Irlandii Północnej, składająca się z czterech kampusów (Belfast, Coleraine, Jordanstown, Magee). Uniwersytet został założony w 1968 r. jako New University of Ulster.